# Isla Navy
Isla Navy (en inglés: Navy Island literalmente en español: Isla de la Armada) es una pequeña isla de 64 acres (25,89 hectáreas) de superficie localizada de la costa de Port Antonio, en la parroquia de Portland, Jamaica, anteriormente propiedad del actor Errol Flynn.
Originalmente la isla fue otorgada al gobernador Lynch de Jamaica por sus servicios a la Corona, por lo que fue conocida como «isla de Lynch». Posteriormente fue utilizada por la Royal Navy lo que originó su nombre actual. Después de pasar por muchas manos, Errol Flynn la compró y la utilizó para su retiro privado.
Con el tiempo, la isla fue cerrada por el Gobierno que compró todos los títulos.